# Passo de Alatau

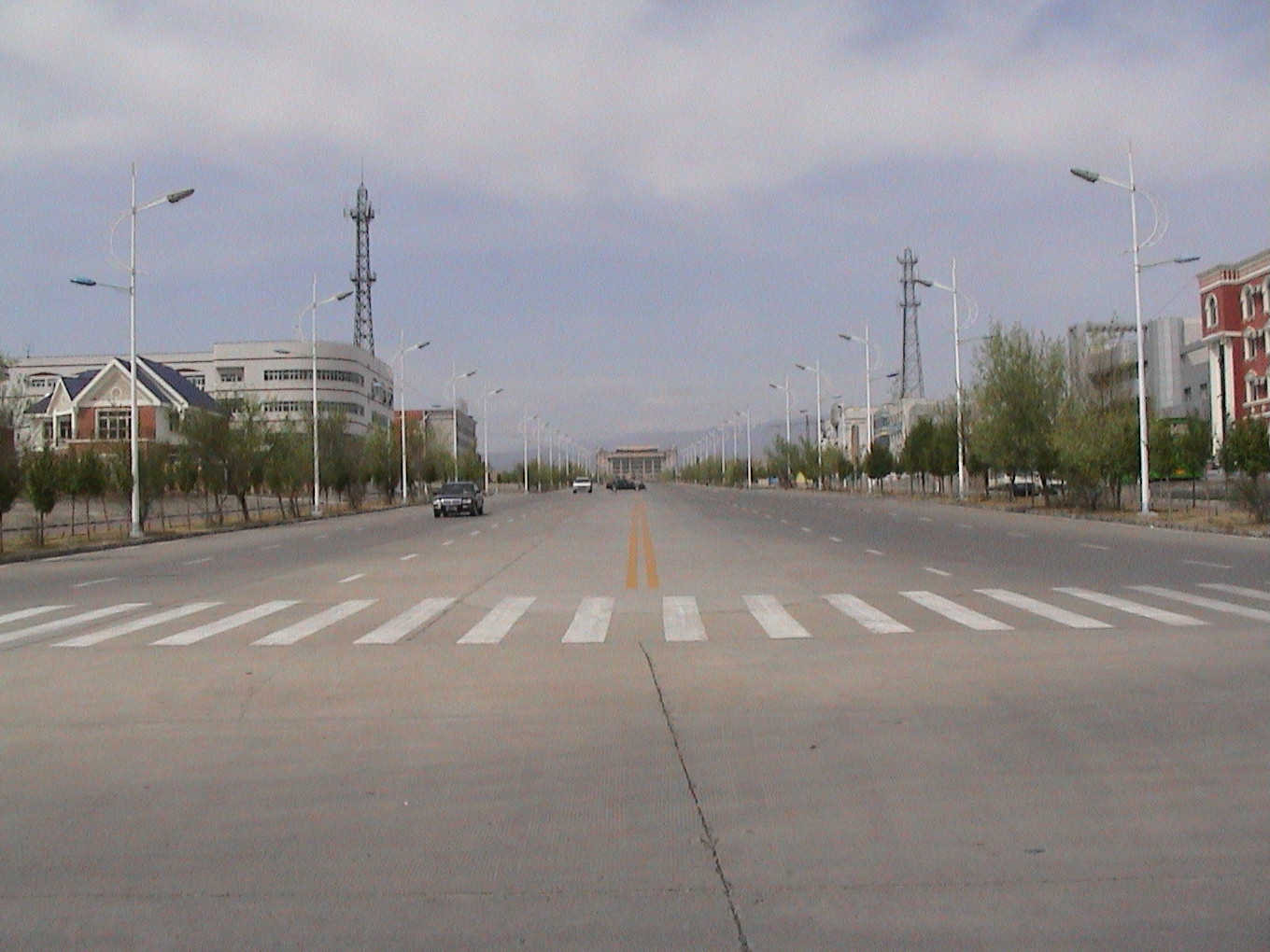
Tianshan Jie, uma das ruas principais do passo

O passo de Alatau (Alataw Shankou), é um passo de montanha situado na fronteira Cazaquistão-China.